# شکیل عباسی
شکیل عباسی (انگلیسی: Shakeel Abbasi؛ زادهٔ ۵ ژانویهٔ ۱۹۸۴) بازیکن هاکی روی چمن اهل پاکستان است.